# Isabel Pachano de Mauri
Isabel Margarita Pachano de la Plaza de Mauri. Caracas, 1868 - 1911. pianista y compositora venezolana.

## Inicios
Nació en Caracas en 1868. Fue hija del general Jacinto Regino Pachano, militar amante de las letras y las artes, y de Isabel de la Plaza. Sus hermanos fueron Pepe; Ignacia Margarita (poeta y madre del también poeta Jacinto Fombona Pachano) y Jacinto Regino.
En París, Isabel conoció y se casó con el músico y pintor Emilio J. Mauri, quien era viudo y tenía una hija Jeannette "Niní" Mauri. La nueva familia regresó de Francia y Mauri sería  nombrado director de la Academia Nacional de Bellas Artes desde 1887 hasta su muerte en 1908. Tuvieron tres hijos: Emilio J. Mauri, Margarita "Margot" Mauri e Isabel Mauri.

## Carrera
El piano era el instrumento de moda en la época, el instrumento fomentó a actividad compositora de las mujeres porque estaba en la casa, lo podían estudiar cuando querían. Las revistas y periódicos del momento guardaban espacios para la publicación de las obras.
 

En la revista El Cojo Ilustrado comenzó a publicar las obras y composiciones de las diferentes artistas que destacaban en la época. En 1894, por ejemplo, se puede encontrar el parte de la producción musical de Pachano y ejecutante del piano, por ejemplo, una Danza de los Duendes, dedicada a la poetisa Margarita Agostini de Pimentel, o Himno, una pieza compuesta e interpretada por ella el 10 de noviembre en el Teatro Municipal "en beneficio de las víctimas de Santo Domingo", con letra de Andrés A. Mata.
"Es la señora de Mauri hábil pianista e inspirada compositora. Aplaudida con calor es siempre que lleva el concurso de sus talentos adonde de ellos necesita el arte para fin caritativo o patriótico; y justamente celebradas son sus bellas producciones de las que algunas han honrado las paginas de esta Revista"
La presentación más destacable de Pachano, fue la noche del 2 de febrero de 1895, durante los actos conmemorativos del centenario del nacimiento de Antonio José de Sucre. 
La pianista y compositora Isabel Pachano de Mauri falleció en el año 1911

## Obras
- Isabel
- Virgen
- Himno
- Campánulas
- Romance
- La danza de los duendes
- Glorias Patrias
- Letanías al Sagrado Corazón de Jesús
- Letanías de la Virgen
- Valse de Salón
- Verdad